# 索芙特
索芙特股份有限公司 （深交所：000662）是中国深圳证券交易所的一家上市公司，主营业务范围为化学原料及化学制品制造业。
2011年，该公司主营业务收入为514694314.16元，公司净利润为-193184964.91元，公司总资产为1141478962.10元。